# Ibn al-Shatir
Ala Al-Din Abu'l-Hasan Ali Ibn Ibrahim Ibn al-Shatir (1304 — 1375), em árabe: ابن الشاطر, foi um astrónomo e matemático árabe que viveu no território da actual Síria que foi um dos principais expoentes da chamada astronomia e da matemática islâmica. Também se dedicou à engenharia e à invenção de instrumentos diversos. Exerceu as funções de muwaqqit (موقت), guardião do tempo religioso, na Mesquita dos Omíadas em Damasco, Síria.